# Anissa Jones
Mary Anissa Jones (11 maart 1958 – 28 augustus 1976) was een Amerikaans actrice.

## Carrière
Jones' moeder bracht haar naar een auditie voor een reclame, waar Jones haar eerste rol kreeg. Haar eerste echte rol, was de rol van Buffy in de sitcom Family Affair. Jones zei dat dit een fulltime baan was en dat ze het zo druk had dat ze het niet altijd naar haar zin had. De televisieserie werd stopgezet in 1971.
Jones was in 1969 ook naast Elvis Presley in de film The Trouble with Girls te zien.
Na 1971 lukte het Jones niet meer een rol te krijgen. Ze deed auditie voor verschillende films, waaronder The Exorcist. Haar vriend Brian Keith bood haar nog een rol aan in de serie The Brian Keith Show, maar Jones besloot te stoppen met acteren.

### Filmografie en televisie
- Family Affair (1966-1971) als Buffy Davis - tv-serie, 138 afl.
- The Trouble with Girls (1969) als Carol
- To Rome with Love (1970) als Buffy Davis - tv-serie, 1 afl.

## Privéleven na de serie
De ouders van Jones scheidden in 1965 en hadden veel ruzie over de voogdij over Anissa. Haar vader kreeg in 1973 voogdij over haar en haar broer, maar hij stierf vlak hierna aan een hartziekte. Terwijl haar broer nu introk bij zijn moeder ging Jones bij een vriendin wonen. Vanaf toen verscheen ze bijna niet meer op op school.
Nadat haar moeder haar opgaf als een weggelopen kind, werd Jones naar een jeugdinrichting gestuurd en bleef hier voor een paar maanden. Toen ze weer bij haar moeder woonde, begon ze te stelen en drugs te gebruiken. Ook stopte ze met het afmaken van haar middelbare school.
Toen Jones 18 jaar oud werd, kreeg ze ongeveer $180.000 vanwege haar rol in Family Affair. Van dit geld huurde Jones een appartement. Ze begon uit te gaan met Allan Kovan, een man die drugs gebruikte.

## Dood
Jones werd op 28 augustus 1976 dood aangetroffen in de slaapkamer van het huis van haar vriend in Oceanside. Er werd verteld dat Jones in haar slaap overleed aan een drugsoverdosis. In haar lichaam werd cocaïne, fencyclidine, methaqualon en secobarbital gevonden.
Omdat Jones niet wilde dat haar graf een toeristische gelegenheid zou worden, werd ze gecremeerd. Haar as werd over de Grote Oceaan gestrooid op 1 september 1976.
Haar broer Paul stierf in 1984 ook aan een overdosis drugs.
- Library of Congress Control Number: no2006132621
- Virtual International Authority File: 21909381
- WorldCat: E39PBJk4H6Dd8hgWRTh9tFRVG3